# Озеро Смерти
О́зеро Сме́рти (лат. Lacus Mortis) — лунное море, расположенное в северо-восточной части видимой стороны Луны и сформированное из базальтовой лавы.
Лежит к югу от протяжённого Моря Холода, от которого отделено узкой полоской грунта. К востоку от Озера Смерти расположен кратер Бюрг, на западе — обширная сеть переплетающихся борозд под общим названием борозды Бюрга, на юге — Озеро Сновидений.